# Selina Hocke
Selina Hocke (* 30. Oktober 1996 in Berlin) ist eine ehemalige deutsche Schwimmerin.

## Leben
Bei den Deutschen Schwimmmeisterschaften 2013 in ihrer Heimatstadt Berlin gewann sie über 50 und 200 m Rücken den Titel. Über 100 m Rücken errang sie Silber. Da sie dabei die Normzeiten unterbot, war sie für die vom 19. Juli bis 4. August stattfindenden Schwimmweltmeisterschaften 2013 in Barcelona qualifiziert. Dort schied sie über 50, 100 und 200 m Rücken im Vorlauf aus und landete auf dem 33., 31. und 24. Gesamtrang.